# Berepper
Berepper – wieś w Anglii, w Kornwalii. Leży 21 km na wschód od miasta Penzance i 396 km na południowy zachód od Londynu.